# Liste von Kunstwerken im öffentlichen Raum in Wesel
Die Liste von Kunstwerken im öffentlichen Raum in Wesel gibt einen Überblick über Kunst im öffentlichen Raum, unter anderem Skulpturen, Plastiken, Landmarken und andere Kunstwerke in Wesel, Kreis Wesel. Es besteht kein Anspruch auf Vollständigkeit.

## Kunstwerke in Wesel
| Bezeichnung                                                                | Standort                                                      | Koordinate                      | errichtet | Künstler                          | Anmerkungen | Bild |
| -------------------------------------------------------------------------- | ------------------------------------------------------------- | ------------------------------- | --------- | --------------------------------- | --- | ---- |
| Esel von Wesel                                                             | Berliner-Tor-Platz                                            | 51° 39′ 24,9″ N, 6° 37′ 20,6″ O | 1994      | Bonifatius Stirnberg              | Bronze, Ohren, Unterkiefer und Schwanz sind beweglich und können dem Esel ein schräges Aussehen geben. Leider sind die Körperteile schon ziemlich durchgenudelt und bleiben nicht mehr auf Position. |      |
| 111 Esel für Wesel                                                         | Stadtgebiet                                                   |                                 |           | V.A.                              | farbig gestaltete Kunststoffesel |      |
| Peter-Minuit-Denkmal                                                       | Verkehrsinsel an der Moltkestraße                             | 51° 39′ 20,9″ N, 6° 37′ 21,1″ O |           | Hermann Kunkler                   | Bronze, Höhe: 4 m |      |
| Kappes on Klompe                                                           | Wesel-Büderich, Marktplatz                                    | Koordinaten fehlen! Hilf mit.   |           | Manni Hallen                      | |      |
| Schräge Vögel                                                              | Rheinpromenade                                                | 51° 39′ 27,2″ N, 6° 35′ 43,1″ O |           | Kuno Lange                        | Stahl |      |
| Adam und Eva                                                               | Wesel-Feldmark, Am Tannenhäuschen, Skulpturenpark Niederrhein | Koordinaten fehlen! Hilf mit.   |           | Anja Weinberg                     | Holz |      |
| Time is Running                                                            | Wesel-Feldmark, Am Tannenhäuschen, Skulpturenpark Niederrhein | Koordinaten fehlen! Hilf mit.   |           | Lollo Tomic                       | |      |
| Glockenspiel                                                               | Wesel-Feldmark, Am Tannenhäuschen, Skulpturenpark Niederrhein | Koordinaten fehlen! Hilf mit.   |           |                                   | |      |
| Ausdehnungen                                                               | Wesel, Agentur für Arbeit, Reeser Landstraße 61               | 51° 40′ 20,9″ N, 6° 36′ 27,5″ O | 1988/1989 | Ansgar Nierhoff                   | Platzgestaltung, Stahl, Kugel, Stab, Fläche |      |
| Aufsteigende Vögel                                                         | Ritterstraße 1, Arbeitsgericht                                | 51° 39′ 30,6″ N, 6° 36′ 50″ O   | 1956      | Hans Peter Feddersen (Bildhauer)  | Metall |      |
| Zwei Gleich Gross                                                          | Franz Etzel-Platz, Hauptbahnhof                               | 51° 39′ 23,3″ N, 6° 37′ 30,9″ O | 1990/1991 | Edgar Gutbub                      | Edelstahl, Acrylfarbe |      |
| Mahnmal für die Vermissten und Gefangenen                                  | Franz Etzel-Platz, Hauptbahnhof                               | 51° 39′ 22,5″ N, 6° 37′ 32,2″ O | 1955      |                                   | Mahnmal aus Säulenblöcken der zerstörten Mariä Himmelfahrt Kirche, einem Stacheldrahtkranz und einer Schale. In dieser wurde in den ersten Jahren zum Volkstrauertag eine Flamme entzündet.          |      |
| Veselia hospitalis                                                         | Leyensplatz, Ecke Gold-/Brückstraße                           | 51° 39′ 25,7″ N, 6° 36′ 49,4″ O | 1990/1991 | Victoria Bell                     | Eichenholz Die Skulptur wurde mit der Zustimmung der Künstlerin 2019 abgebaut. |      |
| Fußgängerparkplatz                                                         |                                                               | 51° 39′ 14″ N, 6° 36′ 53,7″ O   |           | BURO KOORTS                       | |      |
| Heresbach-Denkmal                                                          | Goldstraße / Pastor-Boelitz-Straße                            | 51° 39′ 23,9″ N, 6° 36′ 43,5″ O | 1997      | Kuno Lange                        | Bronze, Denkmal für den Humanisten und Prinzenerzieher Konrad Heresbach (1496–1576) |      |
| Mahnmal für die Opfer des Krieges und der Gewaltherrschaft                 | Lipperheystraße / Caspar-Baur-Straße, Nähe Alter Friedhof     | 51° 39′ 42,9″ N, 6° 37′ 18,7″ O | 1964      | Hans Breker, alias Hans van Breek | Die Widmung galt 1964 nur den deutschen Gefallenen und den Opfern der Bombenangriffe. |      |
| Mahnmal zur Erinnerung an die ermordeten Weseler Bürger jüdischen Glaubens | Park am Willibrordi-Dom, Pastor-Boelitz-Straße                | 51° 39′ 24,5″ N, 6° 36′ 33,8″ O | 1988      | Hans-Joachim Gramsch              | Das Mahnmal erinnert an die Pogromnacht im Jahre 1938 und der Zerstörung der Synagoge in der Nähe des Willibrordi-Doms                                                                               |      |
| Denkmal-DDR Durchgangslager                                                | Gerhart-Hauptmann-Straße                                      | 51° 39′ 10,8″ N, 6° 37′ 1,9″ O  |           |                                   | Es erinnert an das Lager für DDR-Flüchtlinge. 1959 wurde aufgrund der politischen Lage in Ostdeutschland eine Durchgangssiedlung erbaut. Nach dem Bau der Mauer wurde das Lager geschlossen.         |      |